# Young Americans
Young Americans este al optulea album al cantautorului englez David Bowie, lansat prin RCA Records în 1975.
Cu acest LP, Bowie s-a îndreptat către o nouă direcție lăsând deoparte stilul său glam rock și explorând așa numitul gen muzical "Philadelphia soul" cu ajutorul unui Luther Vandross, atunci necunoscut. Young Americans conținea primul hit al lui Bowie ce a atins primul loc în SUA, "Fame" - scris împreună cu John Lennon și cu partitura de chitară asigurată de Carlos Alomar, cu care Bowie va mai colabora pe încă zece albume.

## Tracklist
1. "Young Americans" (5:10)
2. "Win" (4:44)
3. "Fascination" (Bowie, Luther Vandross) (5:43)
4. "Right" (4:13)
5. "Somebody Up There Likes Me" (6:30)
6. "Across the Universe" (John Lennon, Paul McCartney) (4:30)
7. "Can You Here Me?" (5:04)
8. "Fame" (Bowie, Carlos Alomar, Lennon) (4:12)

- Toate cântecele au fost scrise de David Bowie cu excepția celor notate.

## Single-uri
- "Fame" (1975)
- "Young Americans" (1975)